# Coronie
Coronie là một quận của Suriname, nằm trên bờ biển. Thủ đô của Coronies là Totness, với các thị trấn khác bao gồm Corneliskondre, Friendship, Jenny. Quận giáp Đại Tây Dương ở phía Bắc, phía Đông giáp quận Saramacca, phía Nam giáp quận Sipaliwini và giáp quận Nickerie của phía Tây. Totness Airstrip là một trong những sân bay lâu đời nhất ở Suriname, được sử dụng từ năm 1953, khi chiếc Piper Cub (PZ-NAC) của Kappel-van Eyck được đặt tên là "Colibri" hạ cánh từ sân bay Zorg en Hoop.
Quận có dân số 3,480 người và diện tích 3,902km2.